# Оцелу Рошу
Оцелу Рошу (рум. Oţelu Roşu, мађ. Nándorhegy) град је у Румунији. Налази се у западном делу земље, у историјској покрајини Банат, у жупанији Караш-Северин. Град Оцелу Рошу обухвата и насељена места Мал и Чиреша.
Оцелу Рошу је према последњем попису из 2021. имао 7.968 становника.

## Географија
Град је смештен у планинском делу Баната, око 120 km источно до Темишвара, у узаној долини реке Бистре, у подножју Карпата.

## Историја
Од 15. века звао се Бистра, по истоименој реци, а на аустријској карти из средине 18. века назива се Охаба Бистра. По Ерлеру, 1774. године у "Охаби Бистри" која се налази у Бистричком округу (по њему носи назив), Карансебешког дистрикта, налази се граничарска штација а становници су претежно Власи. Касније му Мађари дају назив "Нандоређи". Након протеривања Турака, колонизовани су ту Немци, а касније и Италијани металурзи. Они су град претворили у важно место металне индустрије. Немци су променили назив места у "Фердинандберг". Градић је данашње име добио 1947. године и оно преведено са румунског значи "Црвени челик".
Шумар Лазаревић из места је 1857. године убио 15 медведа, у њиховом ловишту. Око села су огромна шумска пространства пуна дивљачи. Осим тога у реци Бистри су мештани испирали злато.

## Становништво
У односу на попис из 2002, број становника на попису из 2011. се смањио.
| 1966. | 1977.  | 1992.  | 2002.  | 2011.  |
| ----- | ------ | ------ | ------ | ------ |
| 8.568 | 11.618 | 13.056 | 13.128 | 10.510 |

Матични Румуни чине већину градског становништва Оцелу Рошуа, а од мањина има Мађара и Рома. До средине 20. века у граду су били знатно бројнији Јевреји и Немци.

## Галерија
- Положај града Оцелу Рошу на територији жупаније Караш-Северин